# Van Teylingen (II)

Van Teylingen is een Nederlandse, vanaf 1815 tot de Nederlandse adel behorende familie die in 1993 is uitgestorven.

## Geschiedenis
De stamreeks begint met drie generaties van wie niet meer dan de voornamen bekend zijn. Van de vierde generatie is bekend Willem Claes Jacobsz. die vermeld wordt in 1525 en voor 27 juli 1531 overleed. Een zoon van de laatste, Claes Willemsz. Clinckebel (van Teylingen) werd raad in de vroedschap van Rotterdam.
Een nakomeling werd op 16 september 1815 verheven in de Nederlandse adel waarmee hij en zijn nageslacht het predicaat jonkheer/jonkvrouw mochten gaan dragen. Er volgden nog verheffingen van twee leden van de familie in 1836 en in 1897.

## Enkele telgen
Claes Willemsz. Clinckebel (van Teylingen) († 1574), raad in de vroedschap van Rotterdam
- dr. med. Gregorius Niclaesz. [Clinckebel gezegd van Teylingen] (circa 1536-1580-1581)
  - [mr.] Nicolaes Gregoriusz. Van Teylingen (alias Nicolaes Vigilantius) (1579-1620), chirurgijn, hoofdman chirurgijnsgilde, schout van Hillegersberg
    - Nicoales van Teylingen (circa 1610-1668), koopman
      - Dirk van Teylingen (1656-1734), wijnkoper, schepen van Schieland
        - mr. Dirk (Theodorus) van Teylingen (1689-1768), onder andere raad, schepen en burgemeester van Rotterdam
          - mr. Diederik Gregorius van Teylingen (1720-1775), raad en schepen van 's-Hertogenbosch
            - mr. Arnout van Teylingen (1751-1802), raad en schepen van 's-Hertogenbosch
              - Jacob Jan van Teylingen (1780-1822)
                - Arnout Jacob van Teylingen (1813-1857), luitenant-ter-zee, burgemeester van Oost- en West-Souburg, lid provinciale staten van Zeeland, lid gemeenteraad van Middelburg
                  - jhr. Cornelis Jacob Jan Arnout van Teylingen (1842-1920), burgemeester laatstelijk van Ritthem, lid provinciale en gedeputeerde staten van Zeeland, in 1897 verheven in de Nederlandse adel
                    - jhr. Arnout Anthon van Teylingen (1866-1920), viceconsul van Rusland te Vlissingen
                    - jhr. Willem Zijphrid van Teylingen (1871-1919), burgemeester laatstelijk van Oostkapelle, lid provinciale en gedeputeerde staten van Zeeland

              - jhr. mr. Diederik Gregorius van Teylingen (1784-1862), lid provinciale staten van Zeeland, in 1836 verheven in de Nederlandse adel
                - jhr. Lodewijk Jacob van Teylingen (1833-1918), luitenant-generaal titulair
                  - jhr. mr. Arnout Adriaan van Teylingen (1870-1919), griffier kantongerecht
                    - jhr. Diederik Gregorius van Teylingen (1902-1993), laatste telg van het adellijke geslacht

                - jhr. mr. Diederick Gregorius van Teijlingen (1841-1920), raadsheer Hoge Raad der Nederlanden
                  - jkvr. Johanna Elisabeth van Teijlingen (1868-1945); trouwde in 1909 met Vilmos Huszár (1884-1960), kunstschilder

          - mr. Jan van Teylingen (1721-1801), commies-generaal convooien en licenten
            - jhr. mr. Diederik Gregorius van Teylingen, heer van Kamerik en de beide Houtdijken (1752-1837), raad, schepen en burgemeester van Gouda, lid Grote Vergadering van Notabelen 1814, in 1815 verheven in de Nederlandse adel
              - jhr. Hilvaart Theodorus van Teylingen van Kamerik, heer van Hilvarenbeek (1780-1865), luitenant-generaal titulair, lid Hoog Militair Gerechtshof
              - jhr. mr. Diederik Gregorius van Teylingen, heer van Kamerik en de beide Houtdijken (1784-1872), lid Grote Vergadering van Notabelen 1814, hoogheemraad groot-waterschap Woerden
                - jhr. mr. Willem van Teylingen van Kamerik, heer van Kamerik en de beide Houtdijken (1818-1892), hoogheemraad groot-waterschap Woerden